# Agelena micropunctulata
Agelena micropunctulata är en spindelart som beskrevs av Wang 1992. Agelena micropunctulata ingår i släktet Agelena och familjen trattspindlar. Inga underarter finns listade i Catalogue of Life.